# سو کیسی
سو کیسی (انگلیسی: Sue Casey؛ زادهٔ ۴ اوت ۱۹۲۶) یک هنرپیشه اهل ایالات متحده آمریکا بود.

## فیلم‌شناسی
- راز زندگی والتر میتی (۱۹۴۷)
- نانسی به ریو می‌رود (۱۹۵۰)
- جاسوس مورد علاقه من (۱۹۵۱)
- درختان عظیم (۱۹۵۲)
- واگن دسته موزیک (۱۹۵۳)
- پنجره پشتی (فیلم) (۱۹۵۴)
- پسر سنباد (۱۹۵۵)
- شیفته زن‌ها (۱۹۶۱)
- صبحانه در تیفانی (۱۹۶۱)
- زیبایی آمریکایی (۱۹۹۹)